# Daksha marginata
Daksha marginata är en insektsart som först beskrevs av Walker 1857.  Daksha marginata ingår i släktet Daksha och familjen Flatidae. Inga underarter finns listade i Catalogue of Life.